# Веселов Олександр Іванович
Олександр Іванович Веселов (22 червня 1958, Томськ, СРСР) — радянський хокеїст, нападник.

## Спортивна кар'єра
Хокеєм почав займатися у томській ДЮСШа. Залучався до тренувань місцевої команди другої ліги «Янтар». У перспективі міг поїхати грати до найближчих великих хокейних центрів Сибіру Новосибірська або Усть-Каменогорська. Однак 1976 року на регіональному турнірі в Ангарську отримав запрошення від тренера рижського «Динамо» Евалдса Грабовскіса. Після недовгих вагань поїхав до Прибалтики. Спочатку виступав за друголіговий «Латвіяс Берз», а за «Динамо» дебутював на передсезонному турнірі газети «Советский спорт»-1977, що проходив у Казані. У першому матчі грав в одній ланці з Хельмутом Балдерісом і Петром Воробйовим. У той час Віктор Тихонов повернувся до Москви, а старшим тренером став Евалдс Грабовскіс. Під його керівництвом Веселов протягом трьох сезонів постійно грав у основі. У розіграші кубка СРСР 1979 латвійська команда у півфіналі поступила московським одноклубникам, а Олександр Веселов став найкращим бомбардиром турніру — 9 закинутих шайб (у тому числі: покер казанському Спортклубу імені Урицького і хет-трик горківському «Торпедо»)
Ситуація змінилася у 1980 року, коли клуб очолив Володимир Юрзінов. Через недовіру нового тренера здебільшого перебував у резерві або виступав за фарм-клуб і тому у розпалі сезону 1981/82 перейшов до «Іжсталі». Якщо у «Динамо» його особистим рекордом були 8 закинутих шайб за сезон, то у Іжевську його показники складали 16, 17 і 22 голи. Партнерами в удмуртському клубові були супербомбардир Сергій Абрамов і чемпіон СРСР 1974 року Віктор Вахрушев. З показником у 22 шайби посів шосте місце серед кращих снайперів першості 1984/85, а всього їхня ланка того сезону вражала ворота клубів вищої ліги і в перехідному турнірі з командами першої ліги понад 80 разів.
1985 року Володимир Юрзінов визнав свою помилку і запропонував повернутися до Риги. Але спочатку Веселов поїхав до Москви, куди його на рік покликав Віктор Тихонов. У першому матчі проти горківського «Торпедо» відзначився двома голами, грав у ланці з Іреком Гімаєвим і Миколою Дроздецьким. Забивав воскресенському «Хіміку» і двічі челябінському «Трактору», його передачі результативно завершували у ворота київського «Сокола» і ленінградського СКА відповідно Сергій Бабінов і Павло Костічкин. Здебільшого Віктор Тихонов ставив його у трійку до Ірека Гімаєва і Миколи Дроздецького. Також грав у ланках з Михайлом Васильєвим, Рашитом Гімаєвим і Олександром Зибіним. Всього провів за «армійців» у чемпіонаті 18 матчів. 
Учасник суперсерії з клубами Національної хокейної ліги, в якій брали участь московські ЦСКА і «Динамо». У турне по Північній Америці «армійці» запросили до свого складу «спартаківців» Віктора Тюменєва, Сергія Шепелєва і воротаря «Трактора» Сергія Мильникова, а «динамівці» — Михайла Варнакова з «Торпедо». Виходив на лід проти «Лос-Анджелес Кінгс» (5:2), «Едмонтон Ойлерс» (6:3), «Квебек Нордікс» (1:5), «Монреаль Канадієнс» (6:1), «Сент-Луїс Блюз» (4:2) і «Міннесота Норт-Старс» (4:3). Серед його суперників були легенди північноамериканського і світового хокею: Марсель Діонн («Лос-Анжелес»), Грант Фюр, Пол Коффі, Вейн Грецкі, Ярі Куррі, Марк Мессьє, Еса Тікканен («Едмонтон»), Мішель Гуле, Петер Штястний, Антон Штястний («Квебек»), Патрік Руа, Кріс Челіос, Ларрі Робінсон, Матс Неслунд («Монреаль»), Берні Федерко, Браян Саттер («Сент-Луїс»), Діно Чіккареллі («Міннесота»). Кращими бомбардирами у турне стали Сергій Макаров і Сергій Яшин  — по 5 голів, а Веселов забивав «Нафтовикам з Едмонтона» і «Канадцям з Монреаля».
Повернувся у Латвію, де мешкала його сім'я. Впродовж двох сезонів захищав кольори «Динамо». Першість 1987/88 команда Юрзінова завершила другою, що є найкращим досягненням у чемпіонатах СРСР. Щоправда внесок Олександра Веселова був незначним, він здебільшого перебував у резерві або грав за друголіговий РШВСМ. Всього у вищій лізі радянського хокею провів 293 матчі (89+30). Продовжував виступати на хокейних майдайчиках на аматорському рівні. Зокрема, разом з 16-річним Сандісом Озоліньшом грав за «Кекаву» у чемпіонаті Латвійської РСР. У 90-х виступав у чемпіонаті Латвії за «Нік'с/БРІГ» і «Лідо-Нафту».

## Досягнення
У сезоні 1985/86 клуб ЦСКА став чемпіоном СРСР. За тогочасним положенням для отримання золотої медалі потрібно було провести половину матчів турніру. У тому сезоні необхідний мінімум складав 20 ігор, а Олександр Веселов провів лише 18 і відповідно залишився без нагороди. Така сама ситуація повторилася у сезоні 1987/88, коли команда «Динамо» (Рига) стала віце-чемпіоном СРСР (у Веселова — 9 матчів).
Найкращий снайпер кубка СРСР 1979 року — 9 закинутих шайб.

## Статистика
У чемпіонаті СРСР:
| Сезон               | Команда             | Ліга                | І   | Г  | П  | 0   | Штр |
| ------------------- | ------------------- | ------------------- | --- | -- | -- | --- | --- |
| 1977-78             | «Динамо» (Рига)     | Д1                  | 14  | 3  | 0  | 3   | 0   |
| 1977-78             | «Латвіяс Берзс»     | Д3                  | 25  | 11 | 8  | 19  | 26  |
| 1978-79             | «Динамо» (Рига)     | Д1                  | 33  | 8  | 1  | 9   | 8   |
| 1978-79             | «Латвіяс Берзс»     | Д2                  | 5   | 2  | 0  | 2   | 0   |
| 1979-80             | «Динамо» (Рига)     | Д1                  | 38  | 8  | 4  | 12  | 6   |
| 1980-81             | «Динамо» (Рига)     | Д1                  | 18  | 3  | 1  | 4   | 4   |
| 1981-82             | «Динамо» (Рига)     | Д1                  | 4   | 1  | 0  | 1   | 0   |
| 1981-82             | «Латвіяс Берзс»     | Д3                  | 19  | 13 | 6  | 19  | 16  |
| 1981-82             | «Іжсталь» (Іжевськ) | Д1                  | 5   | 0  | 0  | 0   | 2   |
| 1981-82             | «Іжсталь» (Іжевськ) | Д1/2                | 9   | 0  | 1  | 1   | 4   |
| 1982-83             | «Іжсталь» (Іжевськ) | Д1                  | 41  | 17 | 3  | 20  | 16  |
| 1982-83             | «Іжсталь» (Іжевськ) | Д1/2                | 16  | 7  | 2  | 9   | 20  |
| 1983-84             | «Іжсталь» (Іжевськ) | Д1                  | 44  | 16 | 6  | 22  | 30  |
| 1984-85             | «Іжсталь» (Устинов) | Д1                  | 34  | 22 | 10 | 32  | 8   |
| 1984-85             | «Іжсталь» (Устинов) | Д1/2                | 13  | 15 | 8  | 23  | —   |
| 1985-86             | ЦСКА (Москва)       | Д1                  | 18  | 5  | 2  | 7   | 0   |
| 1986-87             | «Динамо» (Рига)     | Д1                  | 35  | 5  | 2  | 7   | 4   |
| 1987-88             | «Динамо» (Рига)     | Д1                  | 9   | 1  | 1  | 2   | 2   |
| 1987-88             | РШВСМ (Рига)        | Д3                  | 15  | 9  | 7  | 16  | 4   |
| Усього у вищій лізі | Усього у вищій лізі | Усього у вищій лізі | 293 | 89 | 30 | 118 | 84  |

У суперсерії:
| № | Дата       | Місце                       | Команда       | Рахунок | Суперник               | Голи                                                                     |
| - | ---------- | --------------------------- | ------------- | ------- | ---------------------- | ------------------------------------------------------------------------ |
| 1 | 26.12.1985 | «Форум» (Лос-Анжелес)       | ЦСКА (Москва) | 5:2     | «Лос-Анджелес Кінгс»   | Фетісов, Касатонов, Дроздецький, Герасимов, Володимир Крутов — Діонн (2) |
| 2 | 27.12.1985 | «Колізеум» (Едмонтон)       | ЦСКА (Москва) | 6:3     | «Едмонтон Ойлерс»      | Зибін, Биков (2), Крутов (2), Веселов — Мак-Сорлі, Сумманен, Андерсон    |
| 3 | 29.12.1985 | «Колізей» (Квебек)          | ЦСКА (Москва) | 1:5     | «Квебек Нордікс»       | Макаров — Гуле (3), Андерсон, Ештон                                      |
| 4 | 31.12.1985 | «Форум» (Монреаль)          | ЦСКА (Москва) | 6:1     | «Монреаль Канадієнс»   | Макаров (3), Веселов, І. Гімаєв, Биков — Неслунд                         |
| 5 | 02.01.1986 | «Арена» (Сент-Луїс)         | ЦСКА (Москва) | 4:2     | «Сент-Луїс Блюз»       | Шепелєв, Бабінов, Дроздецький, Зибін — Федерко, Паславський              |
| 6 | 04.01.1986 | «Метрополітен» (Блумінгтон) | ЦСКА (Москва) | 4:3     | «Міннесота Норт-Старс» | Макаров, Гусаров, Фетісов (2) — Чіккареллі, Грехем, Б'югстад             |

У чемпіонаті Латвії:
| Сезон   | Команда             | Ліга   | І  | Г  | П  | 0   | Штр |
| ------- | ------------------- | ------ | -- | -- | -- | --- | --- |
| 1994-95 | «Нікс-БРІГ»         | Д1     | 20 | 11 | 16 | 27  | 2   |
| 1996-97 | «Лідо-Нафта» (Рига) | Д1     | 19 | 18 | 18 | 36  | 10  |
| 1997-98 | «Лідо-Нафта» (Рига) | Д1     | -  | 15 | 20 | 35  | -   |
| 1998-99 | «Лідо-Нафта» (Рига) | Д1     | -  | 21 | 20 | 41  | -   |
| 1999-00 | «Лідо-Нафта» (Рига) | Д1     | 5  | 2  | 5  | 7   | 2   |
| 2000-01 | «Лідо-Нафта» (Рига) | Д1     | 8  | 2  | 3  | 5   | -   |
| Усього  | Усього              | Усього |    | 69 | 82 | 151 |     |